# Сајмон Пег
Сајмон Пег (енгл. Simon Pegg; 14. фебруар 1970) британски је глумац, комичар, сценариста и филмски продуцент.
Најпознатији је по улогама у филмовима из Корнето трилогије — Шон живих мртваца, Пандури у акцији и Свршетак света за које је написао сценарио заједно са Едгаром Рајтом.
Такође се појавио у улози Скотија у Звезданим стазамама Џеј-Џеј Ејбрамса, као и у наставцима Звездане стазе: Према тами и Звездане стазе: Изван граница.
Позајмљивао је глас у неколико филмова и видео игара, међу којима су и Пустоловине Тинтина: Тајна једнорога, где је један од сценариста био Едгар Рајт. Пег има камео улогу и у сегменту филма Грајндхаус, који је Рајт режирао.
Поред Рајта, Пег на својим пројектима често сарађује са Ником Фростом, Џесиком Хајнз и Диланом Мореном.